# Volo Air Transat 236
Il volo Air Transat 236 era un volo di linea della Air Transat in servizio dall'Aeroporto di Toronto (Canada) all'Aeroporto di Lisbona (Portogallo). Il 24 agosto 2001 l'aeromobile che effettuava il volo, un Airbus A330, dopo più di 5 ore dal decollo dal Canada, rimase senza combustibile, a causa di una perdita in un motore, a circa 10 500 metri di altitudine sopra l'oceano atlantico; i piloti riuscirono a far planare l'aereo per quasi 20 minuti ed a portarlo ad effettuare un atterraggio di emergenza presso la Base Aerea di Lajes, nell'isola di Terceira (Azzorre), ad oltre 100 km di distanza dal punto in cui si spense anche l'ultimo dei due motori. Alla fine del volo solo 16 passeggeri e 2 assistenti di volo risultarono feriti in modo lieve.

## L'aereo
Il velivolo coinvolto era un Airbus A330-243 (S/N 271) costruito nel 1999 e motorizzato con due Rolls-Royce Trent 772B-60. Al momento dell'incidente l'aereo aveva volato per 10 443 ore con 2 390 cicli; dopo l'incidente venne riparato e restò in servizio. Il peso massimo al decollo era di 230 000 kg.
Il comandante del velivolo era Robert Piché, che al momento dell'inconveniente aveva 48 anni e 16 800 ore di volo, mentre il primo ufficiale era Dirk de Jager, di 28 anni e con 4 800 ore di volo.

## Il volo
Il volo Air Transat 236 TSC236 decollò alle 00:52 — con 42 minuti di ritardo rispetto alla tabella di marcia — dall'Aeroporto di Toronto-Pearson, in Ontario, con destinazione Lisbona, in Portogallo. Il velivolo, al momento del decollo, imbarcava 47,9 tonnellate di combustibile.
Alle 05:03, dopo poco più di 4 ore di volo e una lieve deviazione di rotta, in cabina di pilotaggio si attivò un avviso che segnalava che i valori di pressione, temperatura e quantità dell'olio del motore numero 2 (cioè quello di destra) erano inusuali. Sui manuali a disposizione dell'equipaggio non venne trovata nessuna informazione utile per comprendere il problema, pertanto esso fu comunicato tempestivamente via radio al MCC (Maintenance Control Center) della Air Transat, il quale non seppe dare altra risposta se non quella di monitorare costantemente il livello dell'olio. I dati dell'olio indicavano un'alta pressione e una bassa temperatura contemporaneamente, in netto contrasto con i valori normali.
Alle 05:33 circa si inserì un avviso che indicava una distribuzione non bilanciata del combustibile nei serbatoi del velivolo: la discordanza riguardava i serbatoi dell'ala destra e dell'ala sinistra, e per ovviare al problema i piloti attivarono la cross feed valve (procedura da eseguire solo se è accertato che non vi sono perdite di combustibile in atto) e spensero la pompa del combustibile dell'ala destra. La cross feed valve è una valvola che collega i serbatoi del lato destro a quelli del lato sinistro, consentendo al combustibile di essere trasferito dal serbatoio con più combustibile a quello con meno, in modo da ristabilire il corretto equilibrio. Fu quindi fatto in modo che entrambi i motori prelevassero combustibile dall'ala sinistra, per velocizzare il processo di bilanciamento.
Alle 05:45 il combustibile rimasto nei serbatoi risultava inspiegabilmente insufficiente per raggiungere l'aeroporto di destinazione. Nonostante non fosse chiaro se tale indicazione fosse esatta o si trattasse di un incomprensibile errore dei sistemi computerizzati - come anche la presunta anomalia sui valori dell'olio nel motore 2 - l'equipaggio scelse di deviare in favore dell'aeroporto più vicino, quello della Base Aerea di Lajes (LPLA), nelle Azzorre. Tre minuti dopo i piloti informarono il controllo del traffico aereo oceanico di Santa Maria della scelta; nell'aereo rimanevano ormai 7 tonnellate di combustibile. I piloti richiesero agli assistenti di volo un'ispezione visiva dei motori e delle ali, per accertare se fossero presenti tracce di combustibile tali da evidenziare una perdita. L'ispezione visiva diede esito negativo: non erano state rilevate perdite visibili.
Alle 05:54 i piloti, per cercare di ovviare alla presunta perdita di combustibile - non ancora individuata - e valutando la possibilità che la perdita si fosse verificata nell'ala destra, spensero la pompa combustibile dell'ala sinistra, lasciando invece in funzione quella dell'ala destra; in questo modo entrambi i motori venivano alimentati dal serbatoio dell'ala destra, in cui era stato spostato molto combustibile in precedenza. L'equipaggio contattò il MCC riferendo che rimanevano ormai solamente 4,8 tonnellate di combustibile, rispetto alle previste 12 tonnellate, e che si riteneva che la presunta perdita fosse nel serbatoio dell'ala destra.
Alle 05:59 risultavano 3,2 tonnellate nell'ala sinistra e una sola tonnellata nell'ala destra; il MCC chiese all'equipaggio se la perdita potesse essere invece nel motore di sinistra, e in relazione a ciò l'alimentazione dei motori fu impostata dall'ala sinistra. Quando il combustibile rimasto risultò essere 1,1 tonnellate, tutte le pompe vennero comunque accese.
Alle 06:13, mentre il velivolo stava volando al livello di volo 390 a 150 miglia da Lajes il motore di destra esaurì il combustibile e si spense; il controllo del traffico di Santa Maria venne informato al riguardo.
Alle 06:15 l'equipaggio informò il controllo del traffico che nei serbatoi del velivolo rimanevano solamente 600 kg di combustibile.
Alle 06:23 venne dichiarato il "Mayday".
Alle 06:26, quando il velivolo si trovava a circa 65 miglia nautiche ad un livello di volo di FL 345, anche il motore sinistro si spense. Con entrambi i motori spenti l'aereo rimase senza la fonte di energia principale, e tramite le batterie venne attivata la RAT per azionare i circuiti idraulici e i dispositivi elettrici essenziali, potendo quindi mantenere il controllo del velivolo. Venne eseguita e completata la procedura "ALL ENG FLAME OUT". In seguito alla perdita dei motori le luci della cabina passeggeri divennero intermittenti e scesero le mascherine per l'ossigeno a causa della perdita di pressurizzazione. L'aereo proseguì planando verso la Base Aerea di Lajes.
Alle 06:31 il velivolo arrivò a circa 8 miglia dalla pista 33 della Base Aerea di Lajes a circa 13 000 piedi con una prua di 270°. Rendendosi conto di essere troppo alto sul sentiero di avvicinamento, il comandante effettuò una virata di 360° per perdere quota.

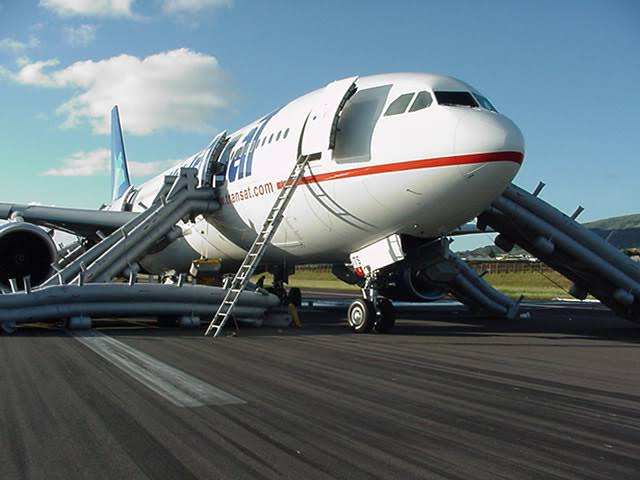
L'aereo del volo 236 dopo l'atterraggio d'emergenza

Alle 06:45 l'aereo toccò terra pesantemente ad una velocità di 200 nodi (370 km/h) dopo circa 300 metri dall'inizio pista. A causa dell'atterraggio pesante e dell'alta velocità l'aereo rimbalzò tornando in volo per qualche istante, effettuando il secondo touch-down 500 metri dopo il primo; questa volta venne applicata la massima forza frenante e dopo circa 1500 metri l'A330 riuscì a fermarsi in assetto pressoché regolare a circa 700 metri dalla fine della pista, dove il comandante ordinò l'evacuazione di emergenza. Il velivolo, a causa del violento atterraggio, riportò danni al carrello ed alla fusoliera e lo scoppio degli pneumatici di sinistra. Durante le operazioni di evacuazione di emergenza il portellone L3 si aprì solamente di 20–25 cm e i passeggeri furono costretti ad usare le altre uscite. L'evacuazione si completò in 90 secondi. Un principio di incendio al carrello principale fu immediatamente domato dalla squadra di soccorso della Base Aerea di Lajes. La pista dell'aeroporto rimase chiusa per 4 giorni.

## Encomio ai piloti
Il comandante Robert Piché e il primo ufficiale Dirk de Jager nell'agosto del 2002 furono insigniti del "Superior Airmanship Award", il premio conferito annualmente dalla Air Line Pilots Association (ALPA) ai migliori piloti di linea.

## Le indagini
Le indagini vennero condotte dal Ministério das Obras Públicas, Transportes e Comunicações portoghese, poiché la Base Aerea di Lajes si trova nelle Azzorre, che sono territorio del Portogallo. Dalle indagini risulta che il 15 agosto 2001, durante una ispezione di routine, nel circuito dell'olio del motore destro furono ritrovati frammenti di metallo. Il 17 agosto 2001 i frammenti di metallo vennero nuovamente rilevati. Poiché i tecnici non riuscirono a rimuovere i frammenti e nemmeno a stabilirne l'origine, disposero la sostituzione del motore. Il motore venne sostituito con un motore della Rolls-Royce preso in prestito, poiché l'Air Transat non disponeva in tempi brevi di un motore di ricambio uguale a quello da sostituire. La sostituzione del motore procedette correttamente fino a quando il personale incaricato del lavoro non si accorse che la pompa idraulica presa dal motore da sostituire non poteva essere installata sul nuovo motore poiché andava a forzare il tubo in ingresso alla pompa ad alta pressione del combustibile. Il personale della manutenzione installò comunque la pompa, e a seguito di diverse ispezioni non venne rilevata alcuna anomalia.
Un'ispezione, effettuata dopo l'atterraggio a Lajes, ha appurato che la perdita di combustibile è stata causata dalla rottura del tubo che porta il combustibile alla pompa ad alta pressione. La rottura, lunga 80 mm e larga 2,5 mm, era dovuta all'errato montaggio del tubo, che si era fessurato a causa delle vibrazioni causate dal contatto dello stesso contro il tubo del sistema idraulico. Secondo la commissione di inchiesta, le dimensioni della rottura causarono la fuoriuscita di 13 tonnellate di combustibile all'ora.
I valori discordanti dell'olio sono una conseguenza della perdita di combustibile: il combustibile che usciva del tubo colava sullo scambiatore termico dell'olio, raffreddandolo. L'olio usato per la lubrificazione, il Mobil Jet Oil II, ha la proprietà di aumentare la viscosità al calare della temperatura.
Lo scoppio dei quattro pneumatici durante l'atterraggio è stato causato dall'assenza dell'anti-skid (il sistema ABS) poiché, essendo entrambi i motori spenti, la frenata era stata possibile con il solo accumulatore di emergenza, il cui utilizzo esclude tale funzionalità.
La commissione di inchiesta non poté usufruire dei dati registrati dal CVR (Cockpit Voice Recorder) e dal FDR (Flight Data Recorder), cioè le scatole nere, dopo lo spegnimento dei motori, perché i due dispositivi non sono alimentati dalla RAT in caso di emergenza al sistema elettrico, quindi non vi furono dati di cui poter usufruire. La mancanza di dati copre un arco temporale di circa 19 minuti.
Le cause dell'inconveniente accertate sono state quindi:
- l'errato intervento di manutenzione del motore destro;
- il fatto che nessuna delle ispezioni dopo l'intervento di manutenzione aveva scoperto l'errato montaggio del tubo;
- il fatto che l'equipaggio si era accorto del problema solo dopo la comparsa dell'avviso di non corretto bilanciamento del combustibile sul display in cabina;
- il fatto che l'equipaggio non era tempestivamente riuscito a valutare correttamente la situazione e non aveva preso decisioni immediate;
- il fatto che l'equipaggio non si era reso conto della perdita di combustibile e in un primo momento aveva spostato il combustibile dall'ala sinistra a quella destra anziché al contrario;
- il fatto che l'equipaggio aveva eseguito la procedura del trasferimento di combustibile pur non potendo essere assolutamente certo che non fossero presenti perdite di combustibile, come richiesto per poter fare ciò;
- il fatto che l'equipaggio non aveva saputo valutare altri indizi che indicavano la presenza di un problema al sistema del combustibile;

In seguito all'inconveniente la Airbus modificò sia le procedure che i sistemi di volo. Nella nuova prassi, il computer di bordo compara automaticamente il livello di combustibile in tempo reale con quello previsto dal piano di volo. In merito venne emessa anche una direttiva da parte della FAA.

### Impianto del combustibile
La commissione di inchiesta ha analizzato a lungo l'impianto del combustibile dell'Airbus A330 per cercare di capire perché l'equipaggio non si fosse accorto della perdita di combustibile in base alle informazioni fornite dei sistemi di bordo.
L'Airbus A330 dispone di quattro serbatoi di combustibile: uno centrale (Central Tank), uno nella parte posteriore a ridosso del timone (Trim Tank) e 2 alari (uno per ogni semi-ala), ciascuno dei quali suddiviso in 2 sezioni, la Inner Tank, più vicina al corpo dell'aereo, e la Outer Tank, posizionata verso l'estremità dell'ala). Ogni Inner Tank alimenta il rispettivo motore mediante due pompe . Due valvole di alimentazione incrociata permettono il trasferimento del combustibile dagli Outer Tank agli Inner Tank: se la quantità di combustibile di una delle due Inner Tank è al di sotto dei 3 500 kg viene prelevato combustibile dal corrispondente Outer Tank fino a quando non viene ripristinata la giusta quantità di combustibile.
Quando è in corso un trasferimento di combustibile in questa direzione, sul computer di bordo compare il messaggio "OUTR TK XFR".
Ogni motore dispone inoltre di un circuito a bassa pressione in cui è installata una valvola per interrompere il flusso di combustibile dal serbatoio al motore.
Il Trim Tank è controllato dai sistemi automatici di bordo, che controllano il centro di gravità, e serve da zavorra: il computer immette o rimuove combustibile dal Trim Tank per mantenere costante e regolare il centro di gravità del velivolo in base a molti fattori, tra cui il livello di volo, la distanza dalla destinazione e il peso totale dell'aeromobile. Quando è in corso un trasferimento di combustibile da o verso il Trim Tank, i piloti sono avvisati dal messaggio "TRIM TANK XFR".
L'equipaggio è quindi costantemente aggiornato sui trasferimenti di combustibile ad opera dei sistemi automatici dell'Airbus.
Di seguito la tabella indicante il livello di combustibile del volo Air Transat 236 in base alla posizione e al tempo prima della perdita di combustibile:
| Posizione | Tempo | Combustibile |
| --------- | ----- | ------------ |
| Take-Off  | 00:52 | 46,9 t       |
| ABENE     | 01:42 | 39,1 t       |
| ABYHZ     | 02:17 | 35,8 t       |
| ABBANCS   | 03:11 | 31,3 t       |
| 4550N     | 03:22 | 30,1 t       |
| 4540N     | 04:08 | 26,1 t       |
| 4430N     | 04:57 | 21,6 t       |

Segue la tabella indicante il livello di combustibile dopo l'inizio della perdita (dati combustibile in tonnellate):
| Evento                                                              | Ora (UTC) | Posizione       | Combustibile nel Trim Tank (t) | Combustibile a bordo (t) | Rateo perdita combustibile dalla falla per ora (t/h) |
| ------------------------------------------------------------------- | --------- | --------------- | ------------------------------ | ------------------------ | ---------------------------------------------------- |
| Riporto posizione                                                   | 04:08     | N 45°00 W 40°06 | 3,9                            | 26,6                     | 0                                                    |
| Rottura tubo combustibile                                           | 04:38     | N 44°30 W 33°55 | 3,5                            | 23,7                     | 0,5                                                  |
| Trasferimento combustibile da Trim Tank a serbatoi anteriori        | 04:56     | N 44°03 W 30°18 | 3,5                            | 21,8                     | 3,8                                                  |
| Fine Trasferimento combustibile da Trim Tank a serbatoi anteriori   | 04:58     | N 43°59 W 30°08 | 3,2                            | 21,4                     | 4,6                                                  |
| Trasferimento combustibile da Trim Tank a serbatoi anteriori        | 05:11     | N 43°34 W 27°19 | 3,1                            | 18,7                     | 9,7                                                  |
| Fine trasferimento combustibile da Trim Tank a serbatoi anteriori   | 05:30     | N 42°51 W 23°39 | 0,0                            | 13,2                     | 13,2                                                 |
| Avviso in cabina di una non corretta distribuzione del combustibile | 05:33     | N 42°44 W23°05  | 0,0                            | 12,3                     | 13,7                                                 |
| Inizio Crossfeed dal serbatoio sinistro                             | 05:36     | N 42°37 W 22°35 | 0,0                            | 11,4                     | 13,8                                                 |
| Inizio Crossfeed dal serbatoio destro                               | 05:54     | N 41°31 W 21°42 | 0,0                            | 5,9                      | 13,5                                                 |
| Avviso "livello basso combustibile serbatoio ala destra"            | 05:58     | N 41°15 W 22°16 | 0,0                            | 4,7                      | 13,0                                                 |
| Inizio Crossfeed dal serbatoio sinistro                             | 05:59     | N 41°11W 22°25  | 0,0                            | 4,4                      | 12,9                                                 |
| Avviso "livello basso combustibile serbatoio ala sinistra"          | 06:08     | N 40°33 W 23°41 | 0,0                            | 1,8                      | 12,5                                                 |
| Spegnimento motore destro "2"                                       | 06:13     | N 40°10 W 24°27 | 0,0                            | 0,7                      | 0,0                                                  |
| Spegnimento motore sinistro "1"                                     | 06:26     | N 39°23 W 25°56 | 0,0                            | 0,0                      | 0,0                                                  |

## Il volo Air Transat 236 nei media
L'incidente del volo 236 della Air Transat è stato rappresentato nell'episodio "A serbatoio vuoto" del 2003 della serie di documentari Indagini ad alta quota di National Geographic Channel; diversi elementi proposti nel filmato sono espressamente ipotesi, come viene affermato dalla voce narrante, o fatti privi di reale riscontro con quanto accaduto (ad esempio si parla della totale interruzione di un tubo del combustibile, quando invece la perdita era dovuta ad una fessurazione).